# اچ‌ام‌اس نورث‌آمبرلند (۱۷۰۵)
اچ‌ام‌اس نورث‌آمبرلند (۱۷۰۵) (به انگلیسی: HMS Northumberland (1705)) یک کشتی است که طول آن ۱۵۰ فوت ۸ اینچ (۴۵٫۹ متر) می‌باشد.